# Manuel León
Manuel Antonio León Sandoval (Città del Guatemala, 23 settembre 1987) è un calciatore guatemalteco, centrocampista del Deportivo Petapa.

## Carriera

### Club
Comincia a giocare nel CSD Municipal. Nel 2010 si trasferisce all'Universidad de San Carlos. Nel 2011 torna al CSD Municipal. Nel 2012 passa allo Xelajú MC. Nel gennaio 2014 viene ceduto all'Universidad de San Carlos. Nell'estate 2014 viene acquistato dal Deportivo Petapa.

### Nazionale
Debutta in Nazionale il 17 novembre 2010, nell'amichevole Guatemala-Guyana (3-0). Mette a segno la sua prima rete con la maglia della Nazionale il 21 gennaio 2011, in Nicaragua-Guatemala (1-2), in cui mette a segno la rete del definitivo 1-2.

## Palmarès

### Club

#### Competizioni nazionali
- Liga Nacional de Fútbol de Guatemala: 3

CSD Municipal: 2007-2008, 2009-2010, 2011-2012